# 騰勅符
騰勅符（とうちょくふ）とは、天皇の勅を伝えて施行するために出される太政官符。「騰」は、早馬で伝えるという意味である。また、勅旨をそのまま太政官符に書き写した（「謄」）謄勅符（とうちょくふ）も騰勅符の一部であり、しばしば混同される。
古くは公式令の解釈から、勅旨を在外諸司に伝えるために作成されたと考えられてきたが、近年の研究では、必要によっては詔や太政官奏など天皇から出された命令全般が対象となり、かつ在京諸司に対しても出されていたと考えられている。